# Ronald Dupree
Ronald Edmund Dupree (nacido el 26 de enero de 1981 en Biloxi, Misisipi) es un exjugador de baloncesto estadounidense. Con 2.01 metros de estatura, jugaba en el puesto de alero.
Tras jugar en la Universidad de Louisiana State, no fue seleccionado en el Draft de 2003, pero durante la temporada 2003-2004 firmó con Chicago Bulls. Tras su año rookie, fichó por Detroit Pistons, aunque jugó poco bajo la tutela del entrenador Larry Brown. En la 2005-06 fue traspasado a Minnesota Timberwolves por una segunda ronda de draft, y el 17 de julio de 2006, volvió a firmar con los Pistons. El 14 de diciembre de 2007 fue traspasado a Charlotte Bobcats, siendo cortado por el equipo antes de debutar.

## Trayectoria
- Biloxi High School
- Universidad de Louisiana State  (1999-2003)
- Huntsville Flight  (2003-2004)
- Chicago Bulls (2004)
- Detroit Pistons (2004-2005)
- Minnesota Timberwolves (2005-2006)
- Detroit Pistons (2006-2007)
- Tulsa 66ers (2007-2008)
- Seattle Supersonics (2008)
- Tulsa 66ers (2008-2009)
- Utah Flash (2009)
- Telekom Bonn (2009-2010)
- Toronto Raptors (2010-2011)
- Utah Flash (2011)
- Club de Regatas Corrientes (2011-2012)
- Andrea Costa Imola (2012-2013)
- Los Angeles D-Fenders (2013)
- Reno Bighorns (2013)
- Hapoel Jerusalem BC (2013-2014)